# Tapirus priscus
Tapirus priscus is een uitgestorven tapir die tijdens het Mioceen in Europa leefde.

## Fossiele vondsten
Fossielen van Tapirus priscus zijn gevonden in Duitsland, Frankrijk, Hongarije en Georgië. De vondsten dateren uit de European land mammal ages Vallesian en Vroeg-Turolian, vallend binnen het Mioceen.

## Kenmerken
Tapirus priscus was ongeveer zo groot als een Maleise tapir met een geschat gewicht van circa driehonderdvijftig kilogram. De soort bewoonde net als de hedendaagse soort dichte bossen nabij water in een warm en vochtig klimaat.